# Odontoglaja
Odontoglaja is een geslacht van weekdieren uit de klasse van de Gastropoda (slakken).

## Soorten
- Odontoglaja guamensis Rudman, 1978
- Odontoglaja mosaica Gosliner, 2011
- Odontoglaja sabadiega (Ortea, Moro & Espinosa, 1997)